# The Crossing
The Crossing teria sido um jogo eletrônico de tiro em primeira pessoa desenvolvido pela Arkane Studios, cuja premissa tentaria unificar seu modo de jogo para um jogador com multijogador, segmentando sua campanha de apenas um jogador através de jogos multijogadores ao vivo.
O jogo foi anunciado pela primeira vez em 9 de janeiro de 2007, mas foi "suspenso" em 15 de maio de 2009 depois que a empresa anunciou que estava passando por "um desafio financeiro sem precedentes" e que haviam decidido concentrar-se em projetos menores. Posteriormente, The Crossing foi oficialmente cancelado pela Arkane Studios para que a mesma iniciasse seus trabalhos em LMNO, um jogo eletrônico que estava sendo desenvolvido pela Electronic Arts com o envolvimento de Steven Spielberg.
Em outubro de 2016, a ZeniMax Media, que adquiriu a Arkane Studios em agosto de 2010, apresentou um novo logotipo para "The Crossing".

## Premissa
O jogo incorporou a ideia de universos paralelos, e se passaria através de duas versões muito diferentes da moderna cidade de Paris. Em um universo, que compartilha muitas semelhanças estéticas com a nossa, Paris sucumbiu ao caos após o colapso do governo vigente. No outro, a linha do tempo divergiu em 1307; onde, em vez de serem desmantelados, os Cavaleiros Templários tomam o controle da coroa francesa. A história leva o jogador em ambos os universos.

## Jogabilidade
The Crossing estava projetado para ser do gênero tiro em primeira pessoa que apoiava um jogo para um jogador baseado em narrativa, mas com os oponentes do jogador substituídos por agentes controlados por humanos através de um sistema multijogador, uma abordagem chamada de "crossplayer" pela Arkane. No modo para somente um jogador, o único jogador funcionaria em um determinado nível de jogo em meio as batalhas de um jogo deathmatch baseado em equipes, com equipes designadas para proteger ou assassinar o personagem controlado pelo jogador individual. O jogo também incluiria um modo multijogador baseado em equipe chamado conflito, que também estava incorporado na campanha de um jogador, onde o jogador poderia tentar evitá-lo.

## Desenvolvimento
A ideia empregada em The Crossing era tentar encontrar uma maneira de fundir um jogo para um jogador dirigido por uma narrativa com elementos de multijogador, com jogadores controlados por humanos para tomar o lugar de alguns inimigos na campanha de jogador único. Essa técnica foi apelidada de "crossplayer" pela Arkane. Raphaël Colantonio, o diretor executivo da Arkane na época, disse que, como estúdio, eles queriam experimentar um jogo multijogador, mas sentiram que a abordagem do multijogador padrão na maioria dos jogos era "sem sentido" e estavam dispostos a explorar uma fórmula diferente.